# Fritzie – Der Himmel muss warten
Fritzie – Der Himmel muss warten ist eine deutsche Dramaserie des Regisseurs Josh Broecker nach Drehbüchern von Head-Autorin Kerstin Hoeckel und ihren Co-Autorinnen Katja Grübel und Christiane Bubner mit Tanja Wedhorn als einer an Brustkrebs erkrankten Lehrerin. Die Serie umfasst vier Staffeln mit insgesamt 24 Folgen. Sie wurde von der Polyphon Film- und Fernsehgesellschaft produziert und zwischen Oktober 2020 und Oktober 2023 donnerstags als Doppelfolge zur Hauptsendezeit im ZDF ausgestrahlt.
Im August 2023 wurde bekanntgegeben, dass die Serie nach Ausstrahlung der vierten Staffel eingestellt wird.

## Hintergrund
Alle Folgen der ersten Staffel waren ab dem 24. September 2020 in der ZDFmediathek abrufbar, die ersten beiden Folgen wurden am 1. Oktober 2020 im ZDF zur Hauptsendezeit erstmals ausgestrahlt, die Folgen 3 bis 4 folgten am 8. Oktober und die Folgen 5 und 6 am 15. Oktober 2020.
Die erste Staffel der Serie wurde unter dem Arbeitstitel Schule fürs Leben vom 15. Oktober 2019 bis zum 13. Dezember 2019 in Berlin und Umgebung gedreht. Die Erstausstrahlung der Auftaktstaffel war für den 23. April 2020 vorgesehen, wurde aber aufgrund der Coronavirus-Pandemie auf den 1. Oktober 2020 verschoben.
Am 12. Oktober 2020 gab das ZDF bekannt, eine zweite Staffel mit sechs weiteren Folgen zu drehen. Ab dem 22. April 2021 war die zweite Staffel in der ZDFmediathek zu sehen; die Erstausstrahlung erfolgte seit dem 29. April 2021 immer donnerstags in einer Doppelfolge.
Die Dreharbeiten für die dritte Staffel fanden vom 3. November 2021 bis zum 30. Januar 2022 statt. In der ZDFmediathek waren alle sechs Folgen ab dem 22. September 2022 verfügbar, vom 29. September bis zum 13. Oktober 2022 folgte die Erstausstrahlung im ZDF in Doppelfolgen zur Hauptsendezeit.
Vom 4. November 2022 bis zum 31. Januar 2023 wurde die vierte Staffel mit sechs neuen Folgen gedreht. Die Ausstrahlung aller sechs Folgen erfolgte in der ZDFmediathek am 28. September 2023. Vom 5. bis zum 19. Oktober 2023 wurden jeweils donnerstags zwei Folgen im linearen Fernsehen ausgestrahlt.

## Handlung

### Staffel 1
Fritzie Kühne ist Lehrerin für Biologie und Sport an der Berliner Rosalind-Franklin-Schule und muss sich dem täglichen Schulwahnsinn stellen. Sie ist  glücklich verheiratet und hat einen Sohn in der Pubertät. Eines Tages erfährt sie durch ihre behandelnde Ärztin Dr. Malotta, dass die Biopsie ergeben hat, dass sie einen malignen Tumor hat, der sich an die angrenzenden Lymphknoten gestreut hat. Als sie erfährt, dass die Operation am Tag des Elternsprechtags stattfinden soll, sagt sie diesen Termin ab und versucht, ihre Diagnose zu verdrängen. Zu Hause erfährt sie von ihrem Mann Stefan, dass er für die Herbstferien einen Urlaub für sie beide und den gemeinsamen Sohn Florian gebucht hat, wodurch sich ihre OP nochmals verzögern würde. Erst einen Tag später gesteht sie ihrer Familie ihre schwere Erkrankung ein. Sie lässt sich von dem Kunstlehrer Gerd ihre Brust als Gipsguss anfertigen, um so die Form ihrer Brüste, die ihr bei der Behandlung entfernt werden müssen, als Erinnerung festzuhalten. Nach langem Hin und Her und Verdrängen der Krankheit entscheidet sich Fritzie gegen die OP. Dies missfällt ihrem Mann und ihrem Sohn, wird aber dennoch von ihnen akzeptiert, da Fritzie keine Schmerzen hat und so leben und in Erinnerung bleiben will, wie sie war.

### Staffel 2
Nach ihrer erfolgreichen OP beginnt für Fritzie wieder das Leben. Sie wartet auf das Ergebnis, wie weit der Tumor gestreut hat, und verheimlicht ihrem Mann und Sohn zunächst, dass sie das Ergebnis noch gar nicht weiß.
Bei der Chemotherapie lernt sie Melanie kennen, die sie auf die Frage nach dem Grund für ihren Krebs stößt.
Außerdem will Fritzie unbedingt wieder unterrichten. Ihre Schüler stellen sie vor neue Probleme.

## Besetzung

### Hauptdarsteller
| Schauspieler       | Rolle             | Episoden | Zeitraum  | Bemerkungen                                                                     |
| ------------------ | ----------------- | -------- | --------- | ------------------------------------------------------------------------------- |
| Tanja Wedhorn      | Fritzie Kühne     | 1–24     | 2020–2023 | Lehrerin für Biologie und Sport an der Rosalind-Franklin-Schule                 |
| Florian Panzner    | Stefan Kühne      | 1–24     | 2020–2023 | Kriminalhauptkommissar, Ehemann von Fritzie                                     |
| Neda Rahmanian     | Selma Herzog      | 1–18     | 2020–2022 | Schuldirektorin der Rosalind-Franklin-Schule, beste Freundin von Fritzie        |
| Nick Julius Schuck | Florian Kühne     | 1–21     | 2020–2023 | Sohn von Fritzie und Stefan Kühne, Schüler an der Rosalind-Franklin-Schule      |
| Götz Schubert      | Henrik Schattauer | 17–24    | 2022–2023 | Bekanntschaft von Fritzie Kühne, Aushilfsrektor an der Rosalind-Franklin-Schule |
| Jochen Nickel      | Karl Maiwald      | 19–24    | 2023      | Vater von Fritzie Kühne                                                         |

### Nebendarsteller
| Schauspieler         | Rolle               | Episoden                    | Zeitraum  | Bemerkungen                                                                   |
| -------------------- | ------------------- | --------------------------- | --------- | ----------------------------------------------------------------------------- |
| Kirsten Block        | Dr. Malotta         | 1, 3, 7–8, 10, 12–13, 19–20 | 2020–2023 | behandelnde Ärztin von Fritzie Kühne                                          |
| Rosmarie Röse        | Hanna Aschenbach    | 1–8                         | 2020–2021 | Schülerin an der Rosalind-Franklin-Schule, Freundin von Florian Kühne         |
| Ivo Kortlang         | Leon                | 1–12                        | 2020–2021 | Problemschüler an der Rosalind-Franklin-Schule                                |
| Samuel Benito        | „Erzengel“ Gabriel  | 1, 4–12                     | 2020–2021 | Schüler an der Rosalind-Franklin-Schule                                       |
| Samuel Girardi       | Otto                | 1, 8, 14, 16–17             | 2020–2022 | Schüler an der Rosalind-Franklin-Schule                                       |
| Amira Demirkiran     | Ada                 | 4–6                         | 2020      | Schülerin an der Rosalind-Franklin-Schule, will Kickboxerin werden            |
| Arved Friese         | Nils                | 1, 9–12                     | 2020–2021 | Schüler an der Rosalind-Franklin-Schule                                       |
| Marlene Burow        | Luna                | 2, 5–12                     | 2020–2021 | Schülerin an der Rosalind-Franklin-Schule                                     |
| Greta Bohacek        | Magda               | 2, 5–6                      | 2020      | Schülerin an der Rosalind-Franklin-Schule                                     |
| Lilith Balke         | Meliz Herzog        | 1, 3, 5–8, 10–17            | 2020–2022 | Tochter von Selma und Anton Herzog, Schülerin an der Rosalind-Franklin-Schule |
| Rafi Guessous        | Anton Herzog        | 1, 3, 5–8, 11–17            | 2020–2023 | Ehemann von Schuldirektorin Selma Herzog, Arzt von Fritzie                    |
| Gisa Flake           | ‘Big Chief’         | 1–24                        | 2020–2023 | Hausmeisterin an der Rosalind-Franklin-Schule                                 |
| Falk Rockstroh       | Gerd Kippenberger   | 1–24                        | 2020–2023 | Kunstlehrer und Konrektor an der Rosalind-Franklin-Schule                     |
| Odine Johne          | Josy Schweikert     | 1–12                        | 2020–2021 | Referendarin, später Lehrerin an der Rosalind-Franklin-Schule                 |
| Jan Pohl             | Wolfgang Büschel    | 1–24                        | 2020–2023 | Lehrer an der Rosalind-Franklin-Schule                                        |
| Anna Grisebach       | Frau Bremus         | 1–12                        | 2020–2021 | Lehrerin an der Rosalind-Franklin-Schule, Leiterin des Schulchors             |
| Steffen Münster      | Norbert Schulz      | 1–18                        | 2020–2022 | Lehrer an der Rosalind-Franklin-Schule                                        |
| Derek Nowak          | Herr Dritter        | 1–12                        | 2020–2021 | Lehrer an der Rosalind-Franklin-Schule                                        |
| Murat Seven          | Andi                | 1–21                        | 2020–2023 | Kollege von Stefan Kühne                                                      |
| Victoria Sordo       | Nora Gensheimer     | 4–6                         | 2020      | Stefans Chefin bei der Kripo                                                  |
| Katharina Spiering   | Angela Kippenberger | 2–3                         | 2020      | Frau von Gerd Kippenberger, Krebspatientin                                    |
| Tobias Licht         | Milos               | 1–12                        | 2020–2021 | Bademeister, Affäre von Fritzie                                               |
| Anna Herrmann        | Melanie             | 7–24                        | 2021      | Krebspatientin, Freundin von Fritzie                                          |
| Josefine Keller      | Isabelle            | 7–24                        | 2021–2023 | Schülerin an der Rosalind-Franklin-Schule                                     |
| Oskar Redfern        | Merlin              | 1–2, 7–18                   | 2020–2022 | Schüler an der Rosalind-Franklin-Schule, Freund von Flo                       |
| Tara Leiberg         | Zoe                 | 7–18                        | 2021–2023 | Schülerin an der Rosalind-Franklin-Schule, Freundin von Flo                   |
| Samy Abdel Fattah    | Tarek               | 7–8, 13–14, 17              | 2021–     | Schüler an der Rosalind-Franklin-Schule                                       |
| Roman Kanonik        | Bernd               | 7–8                         | 2021      |                                                                               |
| Amelie-Sierah Trieba | Bibi Leibnitz       | 9                           | 2021      | Schülerin an der Rosalind-Franklin-Schule                                     |
| Pierre Besson        | Achim Zöhring       | 9–10                        | 2021      | Vater von Nils                                                                |
| Tayfun Baydar        | IT-Joe              | 13–23                       | 2022–2023 | IT-Spezialist, Freund von ‘Big Chief’                                         |
| Gisa Zach            | Rosi Gagel          | 13–24                       | 2022–2023 | Lehrerin an der Rosalind-Franklin-Schule                                      |
| Bettina Burchard     | Laura               | 13–22                       | 2022–2023 | Freundin von Stefan Kühne                                                     |

### Gastdarsteller
- Kathrin Angerer
- Stephan Baumecker
- Ilona Schulz
- Julia Zange
- Max Urlacher
- Omar El-Saeidi
- Elmira Rafizadeh
- Guido Föhrweißer
- Selam Tadese
- Gisela Aderhold
- Jule Hermann
- Rudolf Krause
- Walter Plathe

## Episodenliste

### Staffel 1
| Nr. (ges.) | Nr. (St.) | Originaltitel               | Erstausstrahlung D | Zuschauer             |
| ---------- | --------- | --------------------------- | ------------------ | --------------------- |
| 1          | 1         | Aus dem Gleichgewicht       | 1. Okt. 2020       | 3,49 Mio. (12,0 % MA) |
| 2          | 2         | Der schönste Busen der Welt | 1. Okt. 2020       | 3,75 Mio. (13,2 % MA) |
| 3          | 3         | Was wirklich zählt          | 8. Okt. 2020       | 3,12 Mio. (10,4 % MA) |
| 4          | 4         | Krieg und Frieden           | 8. Okt. 2020       | 3,18 Mio. (11,2 % MA) |
| 5          | 5         | Hier und jetzt              | 15. Okt. 2020      | 3,43 Mio. (10,8 % MA) |
| 6          | 6         | Blick nach vorn             | 15. Okt. 2020      | 3,57 Mio. (11,8 % MA) |

### Staffel 2
| Nr. (ges.) | Nr. (St.) | Originaltitel          | Erstausstrahlung D | Zuschauer             |
| ---------- | --------- | ---------------------- | ------------------ | --------------------- |
| 7          | 1         | Das zweite Leben       | 29. Apr. 2021      | 3,91 Mio. (12,1 % MA) |
| 8          | 2         | Träume warten nicht    | 29. Apr. 2021      | 3,90 Mio. (12,4 % MA) |
| 9          | 3         | Eine Frage der Haltung | 6. Mai 2021        | 3,62 Mio. (11,2 % MA) |
| 10         | 4         | Große Erwartungen      | 6. Mai 2021        | 3,98 Mio. (12,5 % MA) |
| 11         | 5         | Probeliegen            | 20. Mai 2021       | 3,08 Mio. (10,2 % MA) |
| 12         | 6         | Kurswechsel            | 20. Mai 2021       | 3,45 Mio. (11,4 % MA) |

### Staffel 3
| Nr. (ges.) | Nr. (St.) | Originaltitel              | Erstausstrahlung D | Zuschauer             |
| ---------- | --------- | -------------------------- | ------------------ | --------------------- |
| 13         | 1         | Wünsch dir was             | 29. Sep. 2022      | 2,68 Mio. (10,3 % MA) |
| 14         | 2         | Klar zur Wende             | 29. Sep. 2022      | 2,85 Mio. (11,2 % MA) |
| 15         | 3         | Auf den Kopf gestellt      | 6. Okt. 2022       | 2,76 Mio. (10,8 % MA) |
| 16         | 4         | Geplatzte Träume           | 6. Okt. 2022       | 2,59 Mio. (10,3 % MA) |
| 17         | 5         | Risiken und Nebenwirkungen | 13. Okt. 2022      | 2,91 Mio. (11,2 % MA) |
| 18         | 6         | Bund fürs Leben            | 13. Okt. 2022      | 2,87 Mio. (11,2 % MA) |

### Staffel 4
| Nr. (ges.) | Nr. (St.) | Originaltitel       | Erstausstrahlung D | Zuschauer             |
| ---------- | --------- | ------------------- | ------------------ | --------------------- |
| 19         | 1         | Stürmische Zeiten   | 5. Okt. 2023       | 2,99 Mio. (11,9 % MA) |
| 20         | 2         | Aus der Komfortzone | 5. Okt. 2023       | 2,94 Mio. (11,8 % MA) |
| 21         | 3         | Zweite Chance       | 12. Okt. 2023      | 3,15 Mio. (12,8 % MA) |
| 22         | 4         | Mieses Spiel        | 12. Okt. 2023      | 3,07 Mio. (12,5 % MA) |
| 23         | 5         | Sturm und Drang     | 19. Okt. 2023      | 3,15 Mio. (12,3 % MA) |
| 24         | 6         | Auf die Zukunft     | 19. Okt. 2023      | 3,09 Mio. (12,5 % MA) |